# Сем Дребен
Семюел Дребен (англ. Sam Dreben; 1 червня 1878, Полтава, Російська імперія — 15 березня 1925, Лос-Анджелес), іноді помилково згадується як «Дреббен» або «Дребін», відомий як «Бойовий єврей», — професійний солдат армії США та найманець, який брав участь у різних війнах і революціях.

## Ранні роки
Народився у Полтаві Російської імперії (нині Україна). Оскільки перспективи для єврея в царській Росії були надзвичайно похмурими, він двічі втікав (одного разу дістався Німеччини), а потім вісімнадцятирічним назавжди емігрував. Спочатку він оселився в Ліверпулі, де працював портовим робітником, потім поїхав до США, прибувши до Нью-Йорка у січні 1899 року.

## Військова кар'єра
27 червня 1899 року Дребена зарахували до 14-го піхотного полку та відправили на Філіппіни (які належали США у результаті перемоги в Іспано-американській війні), щоб допомогти придушити повстання місцевих жителів під проводом Еміліо Агінальдо. З самого початку участі він відзначився у боях. Пізніше він брав участь у порятунку людей, обложених у Пекіні під час Боксерського повстання. Звільнений у 1902 році, він брався за різну роботу, зокрема воював на стороні японців у Російсько-японській війні. У 1904 році він знову повернувся в армію. У Форті Блісс його навчили володіти кулеметом, завдяки чому він став добре відомим (навичка, яка стала у пригоді у майбутньому). Він завів друзів у сусідньому Ель-Пасо, штат Техас, до того, як у 1907 році закінчилася його друга армійська служба.
Разом із двома іншими найманцями, Трейсі Річардсоном й Емілем Льюїсом Голмдалем, Дребен дістався Центральної Америки. Працював охоронцем у зоні Панамського каналу. Після кількох невдалих бізнес-проєктів його залучили до участі у різних визвольних рухах, державних переворотах, наприклад у Гватемалі, Гондурасі, Нікарагуа та Мексиці. Саме у Гватемалі він отримав своє єдине бойове поранення — постріл у спину. Під час Мексиканської революції Дребен приєднався до військ Франсіско Мадеро як кулеметник. Після вбивства Мадеро у 1913 році Дребен працював на Фелікса Зоммерфельда в Ель-Пасо, займався контрабандою зброї військам Панчо Вільї та виконував диверсійні завдання у Мексиці для секретної служби Зоммерфельда. Під час сумнозвісного нальоту Зоммерфельда 9 березня 1916 року у Коламбусі, було вбито кількох мирних жителів, Дребен приєднався до каральної експедиції. Дребен служив розвідником і подружився з генерал-майором Джоном Першингом. Американці так і не змогли зловити Вілью, і місія закінчилася поразкою у 1917 році.
На початку 1917 року Дребен (тоді йому було 39 років) одружився з 19-річною Гелен Спенс. Невдовзі у них народилася дочка. Однак вступ Америки у Першу світову війну зрештою заманив його назад в армію, він потрапив до 141-го піхотного полку 36-ї піхотної дивізії. Дорогою до Франції він отримав повідомлення, що його дитина загинула.
Дребен знову відзначився у боях. За хоробрість під Сент-Етьєном у жовтні 1918 року сержанта Дребена нагородили хрестом «За видатні заслуги», Воєнним хрестом і Військовою медаллю. Генерал Першинг, командувач американськими експедиційними силами, назвав його «найкращим солдатом й одним з найхоробріших людей, яких коли-небудь знав». Цитата для його DSC говорить:
Президент Сполучених Штатів Америки, уповноважений Актом Конгресу від 9 липня 1918 року, із задоволенням вручає Хрест за видатні заслуги першому сержанту армії Сему Дребену (ASN: 1480481) за видатний героїзм, виявлений у бою під час служби у роті 141-го полку 36-ї дивізії AEF, недалеко від Сент-Етьєна, Франція. 8 жовтня 1918 року. Сержант Дребен виявив групу німецьких солдатів, які йшли на підтримку кулеметного гнізда неподалік французької й американська лінії. 
Сержант Дребен взяв добровольців і за допомогою близько 30 людей увірвався на німецькі позиції, захопив чотири кулемети, вбив понад 40 ворогів, взяв у полон двох і повернувся на наші позиції без жодної втрати.

## Повоєнне життя
Після закінчення війни Дребен повернувся в Ель-Пасо, де розлучився з дружиною через її невірність за його відсутності. Потім влаштувався та почав успішний страховий бізнес.
У 1921 році Дребен отримав ще одну нагороду; він був обраний генералом Першингом одним із почесних носіїв (разом з іншим героєм Першої світової війни, Елвіном Йорком) для поховання Невідомого солдата на Арлінгтонському національному кладовищі 11 листопада.
Того ж року Дребен брав участь у незаконній екстрадиції в'язня-втікача Філа Алгіна, який убив сержанта поліції Лос-Анджелеса Джона Фіцджеральда. Для цього створили медичний кабінет з видалення татуювань у Сьюдад-Хуаресі, Мексика. План полягав у тому, що коли Алгін прийде на лікування, вони введуть анестезію, а потім відвезуть його в Ель-Пасо. Однак Алгін не знепритомнів і зміг покликати на допомогу. Дребена й інших заарештували, але через три дні звільнили з в'язниці через тиск з боку США.
У 1923 році він одружився вдруге, цього разу з Мід Ендрюс. Вона переконала його переїхати до Каліфорнії, щоб почати все заново.
15 березня 1925 року Дребен помер від ін'єкції: медсестра випадково ввела йому не ту речовину. Газети по всій країні, включно з «Нью-Йорк таймс» й «Ель-Пасо таймс», вшанували його пам'ять. Відомий оглядач Деймон Раньйон написав панегірик, а законодавчий орган Техасу оголосив перерву на день на його честь. Він похований на кладовищі Grand View Memorial Park у Глендейлі, Каліфорнія.
Алан Аркін втілив Дребена у вестерні «Панчо Вілья».